# Festival di Berlino 1976

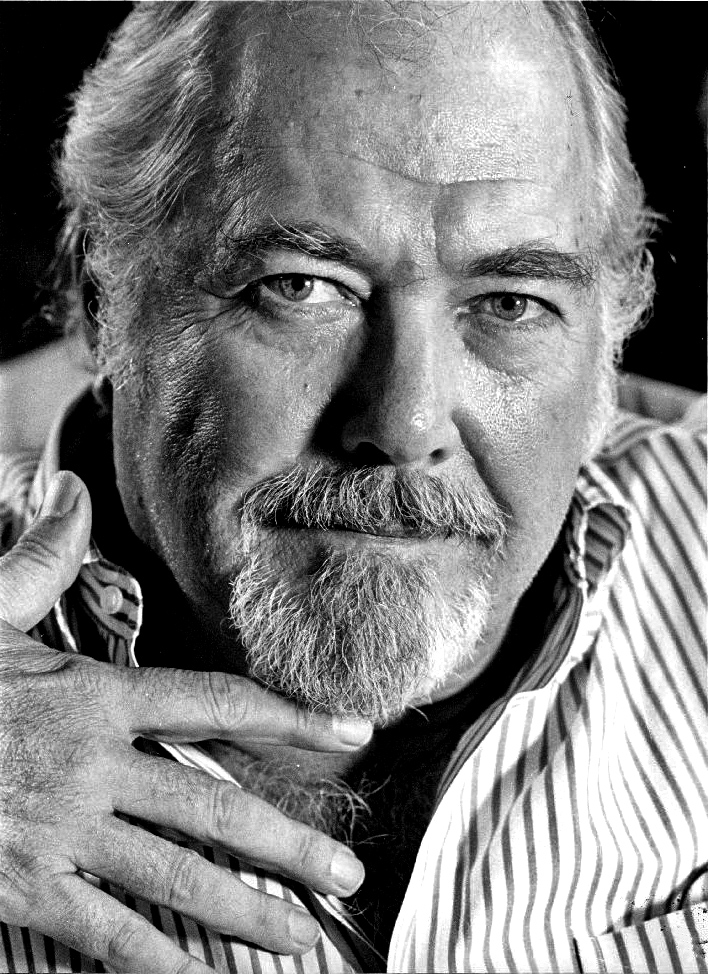
Il regista Robert Altman, vincitore dell'Orso d'oro con Buffalo Bill e gli indiani.

La 26ª edizione del Festival internazionale del cinema di Berlino si è svolta a Berlino dal 25 giugno al 6 luglio 1976, con lo Zoo Palast come sede principale. Direttore del festival è stato per il ventiseiesimo e ultimo anno Alfred Bauer.
L'Orso d'oro è stato assegnato al film statunitense Buffalo Bill e gli indiani di Robert Altman.
Le retrospettive di questa edizione sono state dedicate all'attrice Eleanor Powell e ai grandi film tedeschi del periodo 1929-1932. Sono inoltre proseguite quelle iniziate nell'edizione precedente dedicate all'attore Conrad Veidt e ai cortometraggi tedeschi degli anni trenta.

## Storia
(Deutsches Allgemeines Sonntagsblatt, 11 luglio 1976, Heinz Klunker a proposito della confisca del film Ecco l'impero dei sensi di Nagisa Ōshima)
La Berlinale del 1976 si distinse come una delle più internazionali di sempre, con film provenienti da Messico e Sud America, Giappone, Iran, Siria, Senegal e da tutta Europa, inclusa la maggior parte degli stati del blocco orientale. Di conseguenza, la sempre forte presenza del cinema americano non fu interpretata come una "minaccia egemonica" a differenza degli anni precedenti. A pochi anni dalla fine della guerra del Vietnam e dallo scandalo che aveva portato alle dimissioni di Richard Nixon, tutti erano ansiosi di vedere quello che gli Stati Uniti avevano da offrire e le critiche principali arrivarono dagli stessi intellettuali e artisti americani.
In effetti i film presentati apparvero in molti casi complessi e autocritici. Non solo quello di Altman e Tutti gli uomini del presidente di Alan J. Pakula (proiettato fuori concorso), ma anche il documentario The Unquiet Death of Julius and Ethel Rosenberg e la riedizione di Un re a New York di Charlie Chaplin, mostrati nel Forum internazionale del giovane cinema, fecero i conti senza compromessi con il genocidio dei nativi americani, lo scandalo Watergate e il maccartismo.
L'edizione del 1976 fu l'ultima sotto la direzione di Alfred Bauer, il cui contratto sarebbe giunto al termine alla fine dell'anno. Tra i candidati alla sua successione c'erano Ulrich Gregor (direttore del Forum), i registi Ulrich Schamoni e Rainer Antoine, i giornalisti e critici Hans Borgelt e Hans. C. Blumenberg e l'uomo d'affari Bengt von zur Muhlen. A questi nomi il consiglio di amministrazione della Berlin Festivals-Ltd aggiunse quello di Wolf Donner, all'epoca redattore del settimanale Die Zeit, grazie alla forte impressione suscitata dopo l’invio di un questionario che chiedeva pareri sulla struttura del festival e sulle responsabilità del futuro direttore. Il 18 febbraio 1976 il consiglio d'amministrazione si riunì per la selezione finale e Wolf Donner fu eletto all'unanimità come successore di Bauer.
Negli anni a venire la Berlinale avrebbe fatto ancora da piattaforma di benvenuto per i miti americani e le loro decostruzione e la crepa fu già visibile durante la cerimonia di premiazione. Altman usò il suo Orso d'oro come voce di protesta contro il produttore Dino de Laurentiis, accusato di aver portato al festival la versione più lunga del film ma di aver distribuito nelle sale europee quella più breve, non approvata dal regista. Anche la giuria prese posizione, conferendo il premio espressamente «per la versione integrale originale mostrata a Berlino».
Ma fu nel Forum che scoppiò lo scandalo che caratterizzò la rassegna del 1976, quando Ecco l'impero dei sensi di Nagisa Ōshima fu confiscato dalla sala di proiezione durante la première, episodio senza precedenti nella storia dei festival cinematografici. Il film era stato presentato poche settimane prima a Cannes, all'apertura della Quinzaine des Réalisateurs, con un successo tale da costringere a passare dalle cinque proiezioni previste a dodici. A Berlino la confisca ebbe origine da alcune recensioni sulla stampa scandalistica che indussero le autorità a sentirsi obbligate ad agire. Il film fu visionato dal procuratore distrettuale di Tiergarten che ne vietò la proiezione, e dal momento che il sequestro era avvenuto sulla base del codice penale ("proiezione pubblica di un film pornografico"), la direzione del Forum venne incriminata. L'indagine non fu archiviata fino a novembre e nel frattempo ci furono lettere di protesta e manifestazioni di solidarietà da parte di critici e registi di tutto il mondo, che ne rivendicarono «l'elevata qualità artistica e le importanti intuizioni politiche ed estetiche». Seguirono tentativi di mediazione da parte del Senato di Berlino, fino ad una proiezione segreta all'Accademia delle Arti di Berlino con una copia inviata con titolo falso dal produttore francese Anatole Dauman. L'episodio dette origine ad un dibattito sulla censura e in qualche modo danneggiò la reputazione del festival e della città stessa, come scrisse il senatore Gerd Löffler in una lettera a Ulrich Gregor il 15 novembre 1976: «Sono estremamente rammaricato che un tale giudizio abbia prodotto una pubblicità negativa al Festival di Berlino nel suo complesso e al Forum internazionale in particolare».

## Giuria internazionale
- Jerzy Kawalerowicz, regista, sceneggiatore e politico (Polonia) - Presidente di giuria[10]
- Hannes Schmidt, scenografa (Germania Ovest)
- Marjorie Bilbow, scrittrice (Regno Unito)
- Michel Ciment, scrittore, giornalista e critico cinematografico (Francia)
- Guido Cincotti, storico e saggista (Italia)
- Georgij Danelija, regista e sceneggiatore (Unione Sovietica)
- Wolf Hart, direttore della fotografia (Germania Ovest)
- Bernard R. Kantor, editore e accademico (Stati Uniti)
- Fernando Macotela, scrittore e critico cinematografico (Messico)
- Márta Mészáros, regista e sceneggiatrice (Ungheria)
- Shūji Terayama, regista, poeta e drammaturgo (Giappone)

## Selezione ufficiale

### In concorso
- America at the Movies, regia di George Stevens Jr. (Stati Uniti)
- Gli anni in tasca (L'argent de poche), regia di François Truffaut (Francia)
- Azonositás, regia di László Lugossy (Ungheria)
- Baghé sangui, regia di Parviz Kimiavi (Iran)
- Il bagnino d'inverno (Čuvar plaže u zimskom periodu), regia di Goran Paskaljević (Jugoslavia)
- Belyy parokhod, regia di Bolotbek Shamshiyev (Unione Sovietica)
- Buffalo Bill e gli indiani (Buffalo Bill and the Indians, or Sitting Bull's History Lesson), regia di Robert Altman (Stati Uniti)
- Canoa, regia di Felipe Cazals (Messico)
- Caro Michele, regia di Mario Monicelli (Italia)
- Come è cambiata la nostra vita (F comme Fairbanks), regia di Maurice Dugowson (Francia)
- Divina creatura, regia di Giuseppe Patroni Griffi (Italia)
- Il dottor Pulder coltiva papaveri (Dokter Pulder zaait papavers), regia di Bert Haanstra (Paesi Bassi)
- Expropiación, regia di Mario Robles (Venezuela, Perù)
- Fogo morto, regia di Marcos Farias (Brasile)
- Honjin satsujin jiken, regia di Yôichi Takabayashi (Giappone)
- Horu - munakata shiko no sekai, regia di Takeo Yanagawa (Giappone)
- Hotel Pacific (Zaklęte rewiry), regia di Janusz Majewski (Polonia, Cecoslovacchia)
- Le lunghe vacanze del '36 (Las largas vacaciones del 36), regia di Jaime Camino (Spagna)
- Mozart - Aufzeichnungen einer Jugend, regia di Klaus Kirschner (Germania Ovest)
- Notti e giorni (Noce i dnie), regia di Jerzy Antczak (Polonia)
- Ominide, regia di Paolo Villani (Italia)
- Die plötzliche Einsamkeit des Konrad Steiner, regia di Kurt Gloor (Svizzera)
- Sledovatelyat i gorata, regia di Rangel Vulchanov (Bulgaria)
- Trains, regia di Caleb Deschanel (Stati Uniti)
- L'uomo che cadde sulla Terra (The Man Who Fell to Earth), regia di Nicolas Roeg (Regno Unito)
- Verlorenes Leben, regia di Ottokar Runze (Germania Ovest)

### Fuori concorso
- Tutti gli uomini del presidente (All the President's Men), regia di Alan J. Pakula (Stati Uniti)

### Forum internazionale del giovane cinema

#### Programma principale
- Les ambassadeurs, regia di Naceur Ktari (Tunisia, Libia, Francia)
- Angst haben und Angst machen, regia di Wolfram Zobus (Germania Ovest)
- Der aufrechte Gang, regia di Christian Ziewer (Germania Ovest)
- La Battaglia del Cile: Il colpo di stato (La batalla de Chile: La lucha de un pueblo sin armas - Segunda parte: El golpe de estado), regia di Patricio Guzmán (Cuba, Cile, Francia)
- Bertolucci secondo il cinema, regia di Gianni Amelio (Italia)
- Carcajou et le péril blanc, regia di Arthur Lamothe (Canada)
- Central Bazaar, regia di Stephen Dwoskin (Regno Unito)
- Chhatrabhang, regia di Nina Shivdasani (India)
- Eadweard Muybridge, Zoopraxographer, regia di Thom Andersen (Stati Uniti)
- Ecco l'impero dei sensi (Ai no korīda), regia di Nagisa Ōshima (Giappone)
- Emden geht nach USA. 2. Wir können so viel, regia di Klaus Wildenhahn (Germania Ovest)
- Everyday Life in a Syrian Village (Al hayatt al yawmiyah fi quariah suriyah), regia di Omar Amiralay (Siria)
- Der Gehülfe, regia di Thomas Koerfer (Svizzera)
- Labirinto (Labirintus), regia di András Kovács (Ungheria)
- Lettera contadina (Kaddu Beykat), regia di Safi Faye (Senegal)
- Lost, Lost, Lost, regia di Jonas Mekas (Stati Uniti)
- Lovejoy's Nuclear War, regia di Dan Keller (Stati Uniti)
- Microcultural Incidents in Ten Zoos, regia di Ray L. Birdwhistell (Stati Uniti)
- Mirt Sost Shi Amit, regia di Haile Gerima (Etiopia)
- Ne bolit golova u dyatla, regia di Dinara Asanova (Unione Sovietica)
- Numéro deux, regia di Anne-Marie Miéville e Jean-Luc Godard (Francia)
- Quand tu disais, Valéry, regia di René Vautier e Nicole Le Garrec (Francia)
- Un re a New York (A King in New York), regia di Charlie Chaplin (Regno Unito)
- Ro.Go.Pa.G., di registi vari (Italia, Francia)[11]
- Saigon - Kaurareu no kiroku, regia di Koji Sasaki (Giappone)
- Die Teufelsinsel, regia di Walter Heynowski e Gerhard Scheumann (Germania Est)
- The Unquiet Death of Julius and Ethel Rosenberg, regia di Alvin Goldstein e Alan Moorman (Stati Uniti)

- I corti di David W. Griffith nel "periodo Biograph"
- The Battle at Elderbush Gulch, regia di David W. Griffith (Stati Uniti)
- Il cappello di Parigi (The New York Hat), regia di David W. Griffith (Stati Uniti)
- A Corner in Wheat, regia di David W. Griffith (Stati Uniti)
- The Girl and Her Trust, regia di David W. Griffith (Stati Uniti)
- The Hessian Renegades, regia di David W. Griffith (Stati Uniti)
- The Lonedale Operator, regia di David W. Griffith (Stati Uniti)
- The Lonely Villa, regia di David W. Griffith (Stati Uniti)
- Il medico di campagna (The Country Doctor), regia di David W. Griffith (Stati Uniti)
- The Musketeers of Pig Alley, regia di David W. Griffith (Stati Uniti)
- The Painted Lady, regia di David W. Griffith (Stati Uniti)
- The Sands of Dee, regia di David W. Griffith (Stati Uniti)
- The Unchanging Sea, regia di David W. Griffith (Stati Uniti)
- An Unseen Enemy, regia di David W. Griffith (Stati Uniti)
- The Wanderer, regia di David W. Griffith (Stati Uniti)

- Il cinema d'animazione di Winsor McCay
- The Centaurs, regia di Winsor McCay (Stati Uniti)
- Dreams of the Rarebit Fiend: Bug Vaudeville, regia di Winsor McCay (Stati Uniti)
- Dreams of the Rarebit Fiend: The Flyng House, regia di Winsor McCay (Stati Uniti)
- Dreams of the Rarebit Fiend: The Pet, regia di Winsor McCay (Stati Uniti)
- Flip's Circus, regia di Winsor McCay (Stati Uniti)
- Gertie il dinosauro (Gertie the Dinosaur), regia di Winsor McCay (Stati Uniti)
- Gertie on Tour, regia di Winsor McCay (Stati Uniti)
- How a Mosquito Operates, regia di Winsor McCay (Stati Uniti)
- Little Nemo, regia di Winsor McCay e J. Stuart Blackton (Stati Uniti)
- The Sinking of the Lusitania, regia di Winsor McCay (Stati Uniti)

- I film di Heinz Emigholz
- Eingang, regia di Heinz Emigholz (Germania Ovest)
- Hotel, regia di Heinz Emigholz (Germania Ovest)
- Schenec-Tady III, regia di Heinz Emigholz (Stati Uniti, Germania Ovest)
- Schuhstück, regia di Heinz Emigholz (Stati Uniti, Germania Ovest)
- Stuhl, regia di Heinz Emigholz (Stati Uniti, Germania Ovest)
- Tide, regia di Heinz Emigholz (Stati Uniti, Germania Ovest)
- Treppe, regia di Heinz Emigholz (Stati Uniti, Germania Ovest)

- I film di Ernie Gehr
- Reverberation, regia di Ernie Gehr (Stati Uniti)
- Serene Velocity, regia di Ernie Gehr (Stati Uniti)
- Still, regia di Ernie Gehr (Stati Uniti)

- I film della Cooperative Iskra, Paris
- L'affaire Huriez, regia di Michel Kaptur e Marc Bacot (Francia)
- Chili, regia di Patrick Bourron (Francia)
- On vous parle du Chili: ce que disait Allende, regia di Miguel Littín e Chris Marker (Francia)
- La Reprise du travail aux usines Wonder, regia di Jacques Willemont (Francia)
- Scènes de grève en Vendée, regia di Paul Bourron (Francia)

#### Cinema espanso
- I film di Malcolm Le Grice
- After Lumière - L'arroseur arrosé, regia di Malcolm Le Grice (Regno Unito)
- After Manet, After Giorgione – Le déjeuner sur l'herbe or Fête champètre, regia di Malcolm Le Grice (Regno Unito)
- Horror Film I, regia di Malcom Le Grice (Regno Unito)
- Matrix, regia di Malcom Le Grice (Regno Unito)

- I film di William Raban
- Angles of Incidence, regia di William Raban (Regno Unito)
- Diagonal, regia di William Raban (Regno Unito)
- Moonshine, regia di William Raban (Regno Unito)
- Surface Tension, regia di William Raban (Regno Unito)
- Take Measure, regia di William Raban (Regno Unito)
- Time Stepping, regia di William Raban (Regno Unito)

#### Il Nuovo cinema tedesco
- Amalgam I-IV, regia di Werner Nekes (Germania Ovest)
- The Atlantic Swimmers (Die Atlantikschwimmer), regia di Herbert Achternbusch (Germania Ovest)
- Auf Biegen oder Brechen, regia di Hartmut Bitomsky (Germania Ovest)
- Berlinger, regia di Bernhard Sinkel e Alf Brustellin (Germania Ovest)
- Die Betörung der blauen Matrosen, regia di Tabea Blumenschein e Ulrike Ottinger (Germania Ovest)
- Es herrscht Ruhe im Land, regia di Peter Lilienthal (Germania Ovest)
- Das Jubiläum - Unsere Firma wird 50, regia di Rolf Schübel (Germania Ovest)
- Krawatten für Olympia, regia di Stefan Lukschy e Hartmann Schmige (Germania Ovest)
- Nordsee ist Mordsee, regia di Hark Bohm (Germania Ovest)
- Le nozze di Shirin (Shirins Hochzeit), regia di Helma Sanders-Brahms (Germania Ovest)
- Paule Pauländer, regia di Reinhard Hauff (Germania Ovest)
- Sternsteinhof, regia di Hans W. Geissendörfer (Germania Ovest)
- Tue recht und scheue niemand, regia di Nields-Chr. Bolbringer, Hieronymus Proske e Roswitha Ziegler (Germania Ovest)
- Vera Romeyke ist nicht tragbar, regia di Max Willutzki (Germania Ovest)
- Die Vulkan-Werft im Metallerstreik 1974, regia di Günther Hörmann, Detlev von Larcher, Annerose Koop e Helga Skalla (Germania Ovest)
- Widerstand und Verfolgung in Köln 1933-1945, regia di Dietrich Schubert (Germania Ovest)
- Winifred Wagner e la storia della casa Wahnfried dal 1914 al 1975 (Winifred Wagner und die Geschichte des Hauses Wahnfried von 1914-1975), regia di Hans-Jürgen Syberberg (Germania Ovest, Austria)

## Premi

### Premi della giuria internazionale
- Orso d'oro: Buffalo Bill e gli indiani di Robert Altman
- Orso d'argento, gran premio della giuria: Canoa di Felipe Cazals
- Orso d'argento: Baghé sangui di Parviz Kimiavi
- Orso d'argento per il miglior regista: Mario Monicelli, per Caro Michele
- Orso d'argento per la migliore attrice: Jadwiga Barańska, per Notti e giorni di Jerzy Antczak
- Orso d'argento per il miglior attore: Gerhard Olschewski, per Verlorenes Leben di Ottokar Runze
- Orso d'argento per il miglior contributo singolo: László Lugossy, per la regia di Azonositás
- Orso d'oro per il miglior cortometraggio: Horu - munakata shiko no sekai di Takeo Yanagawa
- Orso d'argento, premio della giuria (cortometraggi): ex aequo
Ominide di Paolo Villani
Trains di Caleb Deschanel

### Premi delle giurie indipendenti
- Premio FIPRESCI: Le lunghe vacanze del '36 di Jaime Camino
Premio FIPRESCI (Forum): ex aequo
Chhatrabhang di Nina Shivdasani
Lettera contadina di Safi Faye
- Premio OCIC: Die plötzliche Einsamkeit des Konrad Steiner di Kurt Gloor
Raccomandazioni: Azonositás di László Lugossy, Come è cambiata la nostra vita di Maurice Dugowson e Gli anni in tasca di François Truffaut
Premio OCIC (Forum): Lettera contadina di Safi Faye
- Premio CIDALC: Verlorenes Leben di Ottokar Runze
Premio speciale: Il bagnino d'inverno di Goran Paskaljević
- Premio UNICRIT: Notti e giorni di Jerzy Antczak
Menzione d'onore: Le lunghe vacanze del '36 di Jaime Camino
- Premio INTERFILM Otto Dibelius:[12] Die plötzliche Einsamkeit des Konrad Steiner di Kurt Gloor
Raccomandazioni: Le lunghe vacanze del '36 di Jaime Camino e Expropiación di Mario Robles
Premio INTERFILM Otto Dibelius (Forum): Everyday Life in a Syrian Village di Omar Amiralay
Raccomandazioni (Forum): Der Gehülfe di Thomas Koerfer e Labirinto di András Kovács

### Premi dei lettori
- Premio dei lettori della Berliner Morgenpost: Gli anni in tasca di François Truffaut